# Karl Rudolf von Ollech
Karl Rudolf von Ollech (22 tháng 6 năm 1811 tại Graudenz – 25 tháng 10 năm 1884 tại Berlin) là một sĩ quan quân đội Phổ, đã được thăng đến cấp Thượng tướng Bộ binh. Ông từng chỉ huy một lữ đoàn trong cuộc Chiến tranh Áo-Phổ (1866) và được giao cai quản một số pháo đài trong cuộc Chiến tranh Pháp-Đức (1870 – 1871).

## Tiểu sử

### Thân thế
Karl Rudolf sinh vào tháng 6 năm 1811 tại Graudenz, là con trai của Christian Ollech (13 tháng 5 năm 1782 tại Rübenzahl – 18 tháng 2 năm 1835 tại Düsseldorf), một cựu Đại úy, với người vợ của ông này là bà Christiane Henriette, nhũ danh Galant (13 tháng 12 năm 1777 tại Willischken – 2 tháng 12 năm 1859 tại Berlin).

### Sự nghiệp quân sự
Thuở trẻ, Ollech đi học tại Trier và Jülich. Tiếp sau đó, ông nhập học trường thiếu sinh quân Berlin vào tháng 4 năm 1823 rồi theo học trường thiếu sinh quân Potsdam từ tháng 4 năm 1825. Ba năm sau, vào ngày 26 tháng 7 năm 1828, Ollech gia nhập Trung đoàn Bộ binh số 16 của quân đội Phổ, trung đoàn mà ông thân sinh của ông đã phục vụ qua nhiều năm trời, với cấp hàm Thiếu úy. Bốn năm sau đó, ông được cắt cử vào học ở Trường Chiến tranh Tổng hợp (Allgemeinen Kriegsschule) kể từ ngày 1 tháng 10 năm 1832 cho đến ngày 30 tháng 6 năm 1835 để bồi dưỡng thêm kiến thức quân sự. Tiếp theo đó, ông là Giảng viên Trường Sư đoàn của Sư đoàn số 14 từ năm 1836 cho tới năm 1839, khi mà ông trở thành Giảng viên Trường thiếu sinh quân Berlin và giữ cương vị này cho đến năm 1845. Trong thời gian giảng dạy tại Trường thiếu sinh quân Berlin, Ollech được thăng quân hàm Trung úy vào ngày 20 tháng 7 năm 1843. Sáu năm sau (1849), với cấp bậc Đại úy và Đại đội trưởng Trung đoàn Bộ binh số 30, ông tham gia đánh dẹp cuộc nổi dậy ở Baden, sau đó ông gia nhập Bộ Tham mưu của Sư đoàn số 13 với cấp hàm Thiếu tá năm 1853 rồi được vào Bộ Tổng tham mưu hai năm sau (1855), tại đây ông được giao quyền điều khiển Bộ phận Lịch sử Chiến tranh. Bên cạnh việc thuyết giảng ở Học viện Quân sự, ông còn là thành viên Ủy ban Học tập Quân sự Tối cao của Quân đoàn Thiếu sinh quân và Trường Sư đoàn, và vào năm 1858 ông trở thành thành viên Ủy ban Học tập Quân sự Tối cao Trường Chiến tranh. Sau khi được bổ nhiệm vào một chức Trưởng phòng của Bộ Tổng tham mưu năm 1857, ông được lên quân hàm Thượng tá vào năm 1858 rồi Đại tá hai năm sau đó (1860).
Trong lễ đăng ngôi của vua Wilhelm I, ông được liệt vào hàng khanh tướng vì sự phục vụ hữu hiệu và trung kiên của ông. Vào năm 1861, Ollech được ủy nhiệm làm Chỉ huy trưởng Quân đoàn Thiếu sinh quân, và trên cương vị là Ùy viên Chính phủ trong Nghị viện năm 1862, ông đã gây bất bình cho các đại biểu Nghị viện đương thời vì gọi các thiếu sinh quân Bông hoa của đất nước. Ba năm sau đó, ông được thăng cấp Trung tướng vào năm 1864, rồi chẳng bấy lâu sau ông được bổ nhiệm giao tạm quyền chỉ huy (Führung) Lữ đoàn Bộ binh số 17.
Sau khi cuộc Chiến tranh Áo-Phổ bùng nổ năm 1866, ông chỉ huy lữ đoàn của mình – một phần biên chế của Quân đoàn V – tham gia chiến dịch ở Böhmen. Trong trận Nachod vào ngày 27 tháng 6, do trúng đạn ở bắp vế, ông bị trọng thương đến mức mà ông không thể phục vụ tích cực nữa, ngay cả sau khi được chữa trị. Để tưởng thưởng cho những thành tích của ông trong chiến dịch, Ollech được phong tặng Huân chương Quân công (Thập tự Xanh - Blauer Max), phần thưởng quân sự cao quý nhất của Phổ, vào ngày 20 tháng 9 năm 1866. Cuối năm 1866, ông được lên chức Trung tướng và không lâu sau đó ông được Tổng tham mưu tưởng quân đội Phổ đặt vào hàng trừ bị ngày 17 tháng 1 năm 1868. Hai năm sau, vào ngày 11 tháng 7 năm 1870, ông được giao quyền điều hành trọng trách của Thống đốc Koblenz và Pháo đài Ehrenbreitstein. Sau hai tháng cai quản pháo đài này, ông được bãi chức, sau đó ông lại được giao quyền điều hành trọng trách Thống đốc Straßburg, thủ phủ của vùng Elsass trong cuộc Chiến tranh Pháp-Đức (1870 – 1871). Sau khi cuộc chiến tranh chấm dứt với thắng lợi quyết định của người Đức, Ollech được bổ nhiệm làm Giám đốc Học viện Chiến tranh vào ngày 20 tháng 5 năm 1871. Vì những cống hiến lâu bền của ông đối với quân đội, ông được trao tặng Huân chương Đại bàng Đỏ hạng I đính kèm Bó sồi và Thanh gươm trên Chiếc nhẫn vào ngày 18 tháng 1 năm 1873, và vào ngày 22 tháng 3 năm 1873 ông được phong tặng quân hàm danh dự (Charakter) Thượng tướng Bộ binh để vinh danh ông. Bốn năm sau, Ollech được xuất ngũ (zur Disposition – rời ngũ nhưng sẽ được động viên khi có chiến tranh) với một khoản lương hưu, đồng thời được phong tặng Đại Chỉ huy Huân chương Hoàng gia Hohenzollern cấp Đại Chỉ huy và giao quyền điều hành trọng trách của Thống đốc Viện Phế binh Berlin vào ngày 15 tháng 12 năm 1877. Vào ngày 30 tháng 4 năm 1878, ông được nhậm chức Thống đốc Viện Phế binh Berlin.
Ông từ trần vào ngày 25 tháng 10 năm 1884 ở Berlin do bị viêm tĩnh mạch, và được mai táng tại nghĩa trang Invalidenfriedhof trong thành phố Berlin ba ngày sau đó.
Tướng Ollech được nhìn nhận là hiện thân tiêu biểu cho tinh thần trách nhiệm, hăng hái, thô cộc và chính trực của người chiến binh Phổ, đồng thời ông hết mực sùng đạo. Ông là tên tuổi lớn trong giới sử học quân sự Đức thời bấy giờ, ngoài ra ông từng là biên tập viên của Tuần báo Quân sự (tiếng Đức: Militär-Wochenblatt) trong một thời gian lâu dài.

### Gia đình
Vào ngày 29 tháng 10 năm 1850, tại Karlsruhe, ông đã thành hôn với Anna Penelope Pemberton (11 tháng 2 năm 1824 tại Bambridge-Holme – 7 tháng 4 năm 1866 tại Glogau). Cuộc hôn nhân đã đem lại cho ông những nười con sau đây:
- Alfred Rudolf (sinh ngày 27 tháng 4 năm 1852 tại Koblenz), Thượng tá Phổ
- Henriette Johanna Julia (sinh ngày 16 tháng 5 năm 1853 tại Koblenz)
- Lucia Christiane Fanny (sinh ngày 19 tháng 7 năm 1852 tại Münster)
- Karl Hermann (sinh ngày 3 tháng 8 năm 1856 tại Berlin), Tiến sĩ và Điền chủ Wiesenthal

Sau khi người vợ thứ nhất của ông qua đời, tướng Ollech tái giá với Georgiana Jane Pemberton (10 tháng 10 năm 1822 tại Bambridge-Holme – 23 tháng 7 năm 1913 tại Berlin-Steglitz) vào ngày 12 tháng 6 năm 1867 ở Berlin.

## Tác phẩm
- Geschichte des Berliner Invalidenhauses (Lịch sử Viện Phế binh Berlin). Berlin (1885)
- Geschichte des Feldzugs von 1815 (Lịch sử Chiến dịch năm 1815). Berlin (1876)
- Historische Entwickelung der taktischen Übungen der preußischen Infanterie (Tiến trình lịch sử của các cuộc thực tập của Bộ binh Phổ). Berlin (1848)
- Die leichte Infanterie der französischen Armee (Bộ binh nhẹ của quân đội Pháp). (1875)